# Kokura
Kokura (小倉) ősi japán kikötőváros a Kjúsú sziget északi részén, a Simonoszeki- és a Kanmon-szoros partján, Fukuoka prefektúrában. Nevezetessége a Kokura-dzsó várkastély. Kokura az utolsó előtti állomása a déli irányba tartó Szanjó Sinkanszen vonalnak.
Kokura volt az elsődleges célpontja annak az amerikai atombomba-támadásnak, amelynek során a Fat Man nevű bombát akarták célba juttatni. 1945. augusztus 9-én azonban a várost vastag felhőtakaró borította, ezért a bombát a másodlagos célpont Nagaszakira dobták le. Kokura volt a másodlagos célpontja annak az első atomtámadásnak is, ami három nappal korábban Hirosimát érte. Ezért Kokurát a japánok szerencsés városnak nevezik.
Kokura korábban katonai támaszpont volt, ma a fő iparágak az acél- és gépgyártás, de a kereskedelem is jelentős.
1963-ban Kokura és négy másik település (Jahata, Modzsi, Vakamacu, Tobata) egyesítésével hozták létre a Kitakjúsú (北九州市) nevű várost, amelyet 2003-ban 1 011 300 fő lakott, amivel Kjúsú sziget legnagyobb városa. Kokura lakosainak száma az egyesítés idején 271 000 körül volt.